# Jo Soo-min
Jo Soo-min (en hangul, 조수민; RR: Jo Soo-min; 5 de marzo de 1999-) es una actriz surcoreana.

## Biografía
Estudia lengua y literatura china en la Universidad de Hankuk de Estudios Extranjeros.

## Carrera
Es miembro de la agencia Awesome Entertainment (어썸이엔티).
Comenzó a actuar a la edad de 7 años.
En julio de 2006 se unió al elenco recurrente de la serie The Invisible Man (también conocida como "The Invisible Man, Choi Jang-soo") donde dio vida a Choi Sol-mi, la hija de Choi Jang-soo (Yu Oh-seong) y Oh So-young (Chae Shi-ra) y hermana de Choi Da-mi (Park Joon-mok).
En febrero de 2008 se unió al elenco recurrente de la serie Mom's Dead Upset, donde interpretó a Lee So-ra, la pequeña y manipuladora hija de Lee Jong-won (Ryu Jin) y Kyung-hwa (Yang Jung-a).
El 8 de febrero del 2020 se unió al elenco principal de la serie web Ending Again, donde dio vida a Chan In-young, una joven que termina enamorándose verdaderamente de Do Yoon-soo (Kim Geon-won) un joven que entra en un matrimonio por contrato con ella para que puedan recibir el apoyo financiero del gobierno, hasta el final de la serie el 15 de marzo del mismo año.
El 26 de octubre del mismo año se unió al elenco de la primera temporada de la serie Penthouse: War In Life, donde interpretó a Min Seol-ah, una agradable tutora de matemáticas, que pronto se convierte en víctima de acoso y posteriormente de homicidio, luego de involucrarse con la peligrosa gente que vive en el penthouse "Hera Palace".
El 21 de diciembre del mismo año se unió al elenco de la serie Blade of the Phantom Master, donde dio vida a Kang Soon-ae, una joven de quien los medio hermanos Sung Yi-gyeom (L) y Sung Yi-beom (Lee Tae-hwan) están enamorados, hasta el final de la serie el 9 de febrero del 2021.

## Filmografía

### Series de televisión
| Año     | Título                                        | Personaje                     | Notas                            |
| ------- | --------------------------------------------- | ----------------------------- | -------------------------------- |
| 2006    | Seoul 1945                                    | -                             |                                  |
| 2006    | Famous Princesses                             | Mi-ra                         |                                  |
| 2006    | The Invisible Man                             | Choi Sol-mi                   |                                  |
| 2008    | Mom's Dead Upset                              | Lee So-ra                     |                                  |
| 2009    | Hometown Legends - "Curse of the Sajin Sword" | Bo-ri                         | ep. 3                            |
| 2011    | Brain                                         | Im Hyun-jung                  |                                  |
| 2013    | Melody of Love                                | Lee Ja-hye                    |                                  |
| 2019    | Touch Your Heart                              | Yoon-ha                       | ep. 3 - (invitada)               |
| 2019    | Birthday Letter                               | Yeo Il-ae (de joven)          | 4 episodios                      |
| 2019    | The Running Mates: Human Rights               | Han Yoon-jin                  | ep. 3 - (invitada)               |
| 2020    | Ending Again                                  | Jung Sa-ha                    | 12 episodios - (serie web)       |
| 2020    | Ending Again Special                          | Jung Sa-ha                    | 1 episodio                       |
| 2020-21 | Penthouse: War In Life                        | Min Seol-ah                   |                                  |
| 2020-21 | Blade of the Phantom Master                   | Kang Soon-ae                  |                                  |
| 2021    | Penthouse: War In Life 2                      | Min Seol-ah                   | (ep. 5, 13) - aparición especial |
| 2022-23 | The Forbidden Marriage                        | Hwa-yoon, ayudante de So-rang | [ 8 ]                            |

### Películas
| Año  | Título                       | Personaje | Notas                                                                     |
| ---- | ---------------------------- | --------- | ------------------------------------------------------------------------- |
| 2008 | Last Present (His Last Gift) | Jo Se-hee | junto a Shin Hyun-joon, Heo Joon-ho, Kim Sang-ho, Ha Ji-won y Park Min-ji |

### Programas de variedades
| Año  | Título     | Notas                                         |
| ---- | ---------- | --------------------------------------------- |
| 2021 | Tiki taCAR | invitada - junto a Kim Hyun-soo y Choi Ye-bin |

### Eventos
| Año  | Título                | Notas     |
| ---- | --------------------- | --------- |
| 2019 | 2019 KBS Drama Awards | asistente |

### Revistas / sesiones fotográficas
| Año  | Título          | Notas  |
| ---- | --------------- | ------ |
| 2021 | @star1 Magazine | [ 12 ] |

### Anuncios
| Año | Título   | Notas |
| --- | -------- | ----- |
| -   | 마루아이 |       |
| -   | 바닐라코 |       |

## Premios y nominaciones
| Año  | Premios          | Categoría                                     | Trabajo           | Resultado | Ref.   |
| ---- | ---------------- | --------------------------------------------- | ----------------- | --------- | ------ |
| 2006 | KBS Drama Awards | Mejor actriz revelación                       | The Invisible Man | Nominada  |        |
| 2008 | KBS Drama Awards | Mejor actriz revelación                       | Mom's Dead Upset  | Nominada  |        |
| 2008 | KBS Drama Awards | Mejor actriz revelación                       | Famous Princesses | Nominada  |        |
| 2019 | KBS Drama Awards | Mejor actriz en drama de un capítulo/especial | Birthday Letter   | Ganadora  | [ 13 ] |